# Sirenum Fossae
Das Grabensystem Sirenum Fossae ist ein über 2500 Kilometer langes Bruchsystem südwestlich der Tharsis Vulkanregion mit dem höchsten Vulkan des Sonnensystems, Olympus Mons.